# Нетлюх Михайло Андрійович

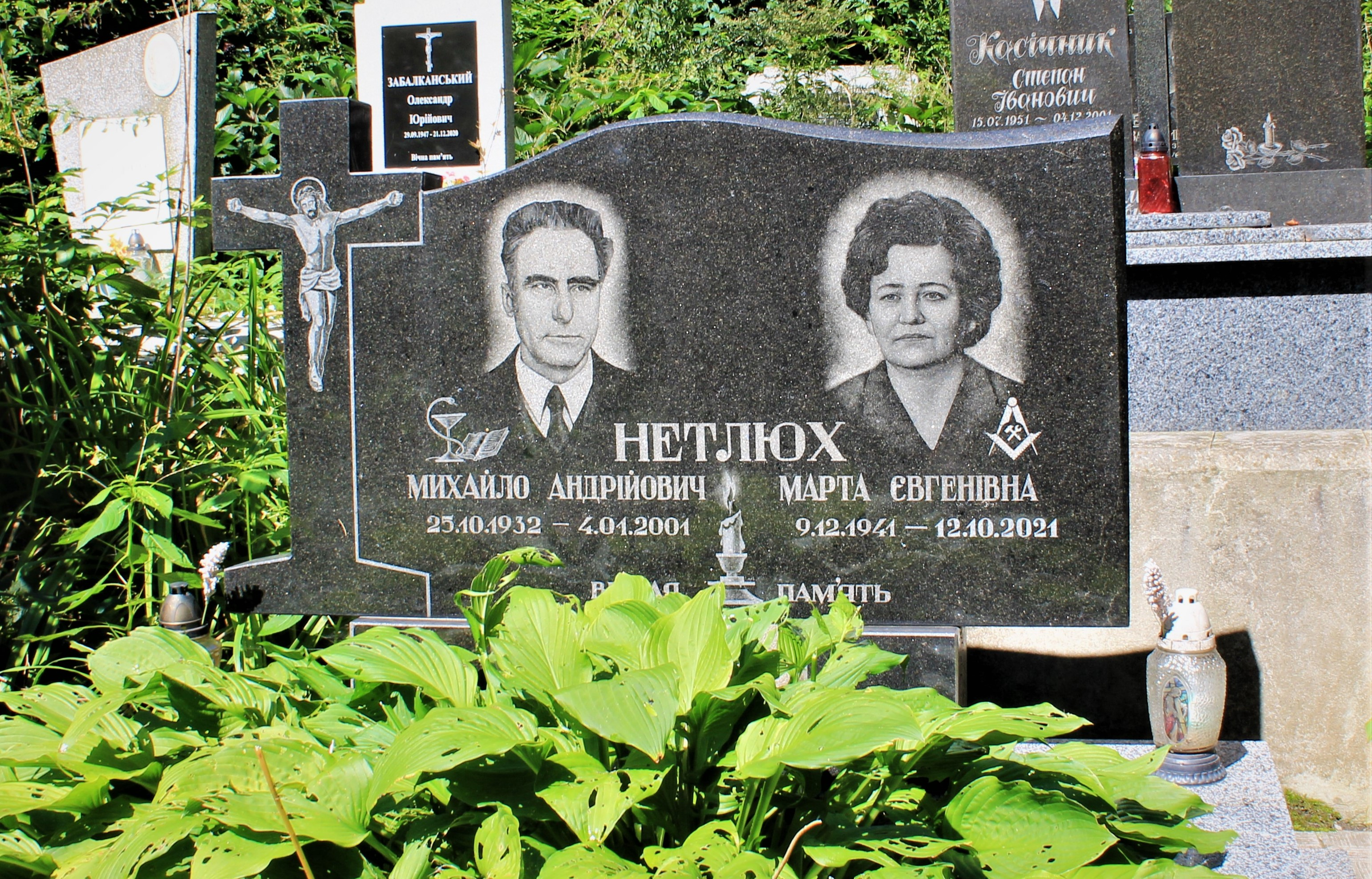
Пам'ятник на могилі родини Нетлюхів.

Миха́йло Андрі́йович Нетлюх (25 жовтня 1932, с. Брище Львівської обл. — 4 січня 2001, Львів) — український вчений у галузі анатомії, кандидат медичних наук (1966), доцент (1980), завідувач кафедри нормальної анатомії (1988-2000).

## Біографія
Закінчив медичний факультет Львівського медичного інституту (1955).
Працював: завідувачем дільничних лікарень с. Черниця, Пеняки та Великі Сілки (1955-58), хірургом у лікарні с. Підкамінь (1958-60) Львівської обл.; аспірантом (1960-63), асистентом (1963-75) кафедри нормальної анатомії; завідувачем ЦНДЛ (1975-79); доцентом (1979-88), завідувачем (1988-2000), доцентом (2000-01) кафедри нормальної анатомії Львівського медичного університету. Підготував 5 кандидатів наук.
Напрями наукових досліджень: функціональна анатомія судинного русла; вивчення змін ультраструктури серцевого м’яза при експериментальній ішемії та коригувальних впливах; опрацювання української анатомічної термінології. Автор близько 110 наукових і навчально-методичних праць, серед них кілька перевидань словника української анатомічної термінології.
Помер у Львові, похований на 49 полі Янівського цвинтаря.

## Наукові праці
Основні праці: 
- Функциональная анатомия подключичной артерии (канд. дис.). Львів, 1963;
- Латинсько-український анатомічний словник. Київ, Наукова думка, 1972;
- Ранние изменения ультраструктуры миокарда при экспериментальной ишемии. В кн.: Пробл Пат Эксп Клин. Львів, 1980 (співавт.);
- Ультраструктура миокарда при экспериментальном стенозе грудной аорты у собак. Арх Анат 1981, № 10 (співавт.);
- Функціональна морфологія міокарда шлуночків та його кровоносного русла при експериментальних впливах (докт. дис.). Львів, 1991;
- Українсько-латинський анатомічний словник (анатомічна номенклатура). Львів, Вища школа, 1995, 2000 (2 вид.);
- Структура міокарда шлуночків і його морфофункціональні зміни при експериментальній ішемії серця із застосуванням лікувальної корекції. Acta Med Leopol 1997, № 1.